# Meridiano 111 W
O meridiano 111 W é um meridiano que, partindo do Polo Norte, atravessa o Oceano Ártico, América do Norte, Oceano Pacífico, Oceano Antártico, Antártida e chega ao Polo Sul. Forma um círculo máximo com o Meridiano 69 E.
Começando no Polo Norte, o meridiano 111º Oeste tem os seguintes cruzamentos:
| País, território ou mar | Notas |
| ----------------------- | --- |
| Oceano Ártico           | |
| Canadá                  | Territórios do Noroeste - Ilha Borden                                                                                                  |
| Estreito de Wilkins     | |
| Canadá                  | Territórios do Noroeste - Ilha Mackenzie King                                                                                          |
| Corpo de água sem nome  | |
| Canadá                  | Territórios do Noroeste - Ilha Melville                                                                                                |
| Canal de Parry          | Viscount Melville Sound |
| Canadá                  | Territórios do Noroeste - Ilha Victoria Nunavut- Ilha Victoria e Ilha Edinburgh                                                        |
| Golfo Coronation        | |
| Canadá                  | Nunavut - Ilha Hepburn e parte continental Territórios do Noroeste - passa no Grande Lago do Escravo Alberta - passa no Lago Athabasca |
| Estados Unidos          | Montana Wyoming Utah Arizona |
| México                  | Sonora |
| Golfo da Califórnia     | |
| México                  | Baja California Sur |
| Oceano Pacífico         | |
| México                  | Ilha Socorro, Ilhas Revillagigedo, Colima                                                                                              |
| Oceano Pacífico         | |
| Oceano Antártico        | |
| Antártida               | Território não reivindicado |